# Верховная рада Украины IV созыва
Верховная рада Украины 4 созыва была избрана на выборах 31 марта 2002 года. Работу созыв начал 14 мая 2002 года принятием присяги депутатами 4 созыва. Работа завершилась 25 мая 2006 года принятием присяги депутатами 5 созыва.

## Председатель
- Владимир Литвин

## Фракции
|  | Фракция                                              | Руководитель     | Кол-во депутатов | Доля голосов |
|  | ---------------------------------------------------- | ---------------- | ---------------- | ------------ |
|  | «За единую Украину!»                                 | Владимир Литвин  | 175              | 11,77        |
|  | Блок «Наша Украина»                                  | Виктор Ющенко    | 119              | 23,57        |
|  | «Коммунистическая партия Украины»                    | Пётр Симоненко   | 65               | 14,5         |
|  | Блок Юлии Тимошенко                                  | Юлия Тимошенко   | 23               | 7,26         |
|  | «Социалистическая партия Украины»                    | Александр Мороз  | 22               | 6,87         |
|  | Социал-демократическая партия Украины (объединённая) | Виктор Медведчук | 31               | 6,27         |
|  | Внефракционные депутаты                              | —                | 12               |              |

## Состав
| фамилия, имя и отчество                  | год рождения | фракция (на 1 января 2006) | на выборах (31 марта 2002)                            | на выборах (26 марта 2006)       | № в списке |
| ---------------------------------------- | ------------ | -------------------------- | ----------------------------------------------------- | -------------------------------- | ---------- |
| Абдуллин, Александр Рафкатович           | 1962         | БЮТ                        | Избирательный округ 156                               | БЮТ                              | 74         |
| Авраменко, Владимир Фёдорович            | 1959         | Регионы Украины            | Избирательный округ 54                                | не включён в списки              |            |
| Акопян, Валерий Григорьевич              | 1958         | Внефракционный             | Избирательный округ 132                               | не включён в списки              |            |
| Александровская, Алла Александровна      | 1948         | КПУ                        | КПУ. Номер в списке 21                                | КПУ                              | 17         |
| Алексеев, Игорь Викторович               | 1960         | КПУ                        | КПУ. Номер в списке 50                                | КПУ                              | 14         |
| Алёшин, Валерий Борисович                | 1957         | ПППУ                       | Блок Виктора Ющенко «Наша Украина». Номер в списке 52 | не включён в списки              |            |
| Анастасиев, Валентин Алексеевич          | 1925         | КПУ                        | КПУ. Номер в списке 40                                | не включён в списки              |            |
| Андресюк, Борис Павлович                 | 1956         | Народной Партии            | СДПУ(о). Номер в списке 10                            | Народный блок Литвина            | 50         |
| Анисимов, Вячеслав Александрович         | 1955         | КПУ                        | Избирательный округ 30                                | КПУ                              | 70         |
| Анищук, Владимир Васильевич              | 1943         | КПУ                        | КПУ. Номер в списке 33                                | КПУ                              | 23         |
| Антемюк, Виктор Дмитриевич               | 1963         | Регионы Украины            | Избирательный округ 11                                | не включён в списки              |            |
| Антоньева, Анна Петровна                 | 1961         | ПППУ                       | Избирательный округ 99                                | Блок НДП                         | 14         |
| Асадчев, Валерий Михайлович              | 1953         | УНП                        | Избирательный округ 220                               | Блок Костенко и Плюща            | 8          |
| Астров-Шумилов, Геннадий Константинович  | 1937         | Возрождение                | Избирательный округ 111                               | Возрождение                      | 4          |
| Бабурин, Алексей Васильевич              | 1949         | КПУ                        | КПУ. Номер в списке 23                                | КПУ                              | 21         |
| Баграев, Николай Георгиевич              | 1964         | БЮТ                        | Избирательный округ 186                               | БЮТ                              | 45         |
| Байсаров, Леонид Владимирович            | 1947         | Регионы Украины            | Избирательный округ 49                                | не включён в списки              |            |
| Бандурка, Александр Маркович             | 1937         | Народной Партии            | Избирательный округ 176                               | Народный блок Литвина            | 56         |
| Барткив, Василий Павлович                | 1967         | УНП                        | Блок Виктора Ющенко «Наша Украина». Номер в списке 56 | Блок Костенко и Плюща            | 12         |
| Бастрига, Иван Михайлович                | 1937         | ПППУ                       | Избирательный округ 80                                | Блок «Наша Украина»              | 137        |
| Бауэр, Михаил Иосифович                  | 1952         | Народного блока Литвина    | Избирательный округ 204                               | Народный блок Литвина            | 64         |
| Бахтеева, Татьяна Дмитриевна             | 1953         | Регионы Украины            | Избирательный округ 42                                | Партия регионов                  | 33         |
| Беловол, Александр Николаевич            | 1962         | Народной Партии            | Избирательный округ 100                               | Народный блок Литвина            | 43         |
| Билорус, Олег Григорьевич                | 1939         | БЮТ                        | Блок Юлии Тимошенко. Номер в списке 6                 | БЮТ                              | 11         |
| Беспалов, Олег Павлович                  | 1949         | Внефракционный             | Избирательный округ 183                               | Блок Олийныка и Сироты           | 3          |
| Беспалый, Борис Яковлевич                | 1953         | Наша Украина               | Избирательный округ 223                               | Блок «Наша Украина»              | 15         |
| Бирюк, Лев Васильевич                    | 1946         | БЮТ                        | Блок Виктора Ющенко «Наша Украина». Номер в списке 76 | БЮТ                              | 111        |
| Блохин, Олег Владимирович                | 1952         | СДПУ(о)                    | КПУ. Номер в списке 10                                | Блок «Не Так!»                   | 10         |
| Богатырева, Раиса Васильевна             | 1953         | Регионы Украины            | Избирательный округ 41                                | Партия регионов                  | 6          |
| Бойко, Виктор Алексеевич                 | 1961         | Народной Партии            | Избирательный округ 102                               | Народный блок Литвина            | 17         |
| Бойко, Владимир Семёнович                | 1938         | СПУ                        | «За Единую Украину!». Номер в списке 4                | СПУ                              | 8          |
| Бойко, Юрий Анатольевич                  | 1961         | Реформы и Порядок          | Избирательный округ 97                                | Блок «Наша Украина»              | 115        |
| Бокий, Иван Сидорович                    | 1942         | СПУ                        | СПУ. Номер в списке 2                                 | СПУ                              | 7          |
| Бондаренко, Владимир Дмитриевич          | 1952         | Реформы и Порядок          | Избирательный округ 219                               | Блок Пора-ПРП                    | 13         |
| Бондаренко, Григорий Иванович            | 1941         | Народного блока Литвина    | Избирательный округ 92                                | Народный блок Литвина            | 52         |
| Бондаренко, Елена Фёдоровна              | 1955         | БЮТ                        | Блок Виктора Ющенко «Наша Украина». Номер в списке 74 | БЮТ                              | 89         |
| Бондарчук, Александр Васильевич          | 1957         | КПУ                        | КПУ. Номер в списке 36                                | КПУ                              | 24         |
| Борзов, Валерий Филиппович               | 1949         | СДПУ(о)                    | СДПУ(о). Номер в списке 26                            | Блок «Не Так!»                   | 43         |
| Борзых, Александр Иванович               | 1950         | БЮТ                        | «За Единую Украину!». Номер в списке 35               | БЮТ                              | 97         |
| Борщевский, Виктор Валентинович          | 1951         | КПУ                        | КПУ. Номер в списке 35                                | КПУ                              | 15         |
| Бронников, Владимир Константинович       | 1943         | Регионы Украины            | Избирательный округ 81                                | Партия регионов                  | 114        |
| Бубка, Сергей Назарович                  | 1963         | Внефракционный             | «За Единую Украину!». Номер в списке 12               | не включён в списки              |            |
| Будагьянц, Николай Абрамович             | 1935         | Возрождение                | Избирательный округ 110                               | не включён в списки              |            |
| Буждыган, Филипп Филиппович              | 1952         | КПУ                        | КПУ. Номер в списке 57                                | не включён в списки              |            |
| Буйко, Георгий Владимирович              | 1947         | КПУ                        | КПУ. Номер в списке 19                                | КПУ                              | 61         |
| Буряк, Александр Васильевич              | 1970         | БЮТ                        | Блок Виктора Ющенко «Наша Украина». Номер в списке 59 | БЮТ                              | 69         |
| Буряк, Сергей Васильевич                 | 1966         | БЮТ                        | Избирательный округ 193                               | БЮТ                              | 37         |
| Бычков, Сергей Анатолиевич               | 1961         | Наша Украина               | Избирательный округ 25                                | Блок «Наша Украина»              | 83         |
| Васадзе, Тариэл Шакрович                 | 1947         | БЮТ                        | «За Единую Украину!». Номер в списке 28               | БЮТ                              | 41         |
| Васильев, Александр Андреевич            | 1951         | Регионы Украины            | Избирательный округ 61                                | Партия регионов                  | 75         |
| Ващук, Екатерина Тимофеевна              | 1947         | Народной Партии            | «За Единую Украину!». Номер в списке 3                | Народный блок Литвина            | 11         |
| Веревский, Андрей Михайлович             | 1974         | БЮТ                        | Избирательный округ 146                               | БЮТ                              | 44         |
| Веретенников, Виктор Александрович       | 1940         | ПППУ                       | Избирательный округ 28                                | Блок «Наша Украина»              | 109        |
| Вернигора, Леонид Михайлович             | 1939         | СПУ                        | СПУ. Номер в списке 19                                | СПУ                              | 79         |
| Вернидубов, Иван Васильевич              | 1951         | Регионы Украины            | Избирательный округ 224                               | Партия регионов                  | 78         |
| Винский, Иосиф Викентьевич               | 1956         | СПУ                        | СПУ. Номер в списке 6                                 | СПУ                              | 6          |
| Волков, Александр Михайлович             | 1948         | Внефракционный             | Избирательный округ 208                               | не включён в списки              |            |
| Волынец, Михаил Яковлевич                | 1956         | БЮТ                        | Блок Юлии Тимошенко. Номер в списке 14                | БЮТ                              | 14         |
| Воюш, Владимир Дмитриевич                | 1957         | СДПУ(о)                    | Избирательный округ 1                                 | Блок «Не Так!»                   | 28         |
| Гаврилюк, Василий Васильевич             | 1970         | Возрождение                | Избирательный округ 147                               | Третья Сила                      | 1          |
| Гаврилюк, Иван Ярославович               | 1948         | Реформы и Порядок          | Избирательный округ 126                               | Блок «Наша Украина»              | 94         |
| Гавриш, Степан Богданович                | 1952         | СДПУ(о)                    | Избирательный округ 177                               | Блок «Не Так!»                   | 7          |
| Гадяцкий, Леонид Николаевич              | 1961         | СПУ                        | СПУ. Номер в списке 13                                | не включён в списки              |            |
| Гайдош, Иштван Ференцович                | 1971         | СПУ                        | Избирательный округ 72                                | не включён в списки              |            |
| Галиев, Эрнест Эдуардович                | 1972         | Народной Партии            | Блок Виктора Ющенко «Наша Украина». Номер в списке 25 | не включён в списки              |            |
| Гапочка, Николай Михайлович              | 1951         | Регионы Украины            | Избирательный округ 113                               | не включён в списки              |            |
| Гармаш, Галина Фёдоровна                 | 1950         | СПУ                        | СПУ. Номер в списке 16                                | СПУ                              | 16         |
| Герасимов, Иван Александрович            | 1921         | КПУ                        | КПУ. Номер в списке 3                                 | КПУ                              | 3          |
| Гинзбург, Ольга Петровна                 | 1953         | КПУ                        | Избирательный округ 161                               | КПУ                              | 39         |
| Гиршфельд, Анатолий Моисеевич            | 1957         | Народной Партии            | Избирательный округ 180                               | Народный блок Литвина            | 24         |
| Гладий, Михаил Васильевич                | 1952         | БЮТ                        | «За Единую Украину!». Номер в списке 9                | БЮТ                              | 85         |
| Глуховский, Лев Иосифович                | 1942         | НРУ                        | Блок Виктора Ющенко «Наша Украина». Номер в списке 95 | Блок «Наша Украина»              | 139        |
| Гмыря, Сергей Петрович                   | 1954         | КПУ                        | КПУ. Номер в списке 58                                | КПУ                              | 38         |
| Голуб, Александр Владимирович            | 1967         | КПУ                        | КПУ. Номер в списке 55                                | КПУ                              | 7          |
| Горбаль, Василий Михайлович              | 1971         | Регионы Украины            | Избирательный округ 218                               | Партия регионов                  | 37         |
| Горбатов, Валерий Миронович              | 1955         | Внефракционный             | Избирательный округ 6                                 | Блок Юрия Кармазина              | 2          |
| Горбачёв, Виктор Сергеевич               | 1961         | Народного блока Литвина    | Избирательный округ 128                               | не включён в списки              |            |
| Горлов, Геннадий Васильевич              | 1943         | ПППУ                       | Избирательный округ 78                                | Блок «Наша Украина»              | 145        |
| Горняк, Евгений Алексеевич               | 1954         | Реформы и Порядок          | Избирательный округ 89                                | Блок «Наша Украина»              | 30         |
| Гошовский, Владимир Сергеевич            | 1973         | Внефракционный             | Избирательный округ 173                               | Блок «За Союз»                   | 1          |
| Грановский, Александр Геннадиевич        | 1972         | СДПУ(о)                    | СДПУ(о). Номер в списке 17                            | Блок «Не Так!»                   | 14         |
| Грач, Леонид Иванович                    | 1948         | КПУ                        | КПУ. Номер в списке 11                                | КПУ                              | 19         |
| Грачёв, Олег Алексеевич                  | 1950         | КПУ                        | КПУ. Номер в списке 32                                | КПУ                              | 64         |
| Григорович, Лилия Степановна             | 1957         | Наша Украина               | Блок Виктора Ющенко «Наша Украина». Номер в списке 6  | Блок «Наша Украина»              | 10         |
| Грынив, Игорь Алексеевич                 | 1961         | Реформы и Порядок          | Блок Виктора Ющенко «Наша Украина». Номер в списке 51 | Блок Пора-ПРП                    | 9          |
| Грязев, Анатолий Дмитриевич              | 1941         | СПУ                        | СПУ. Номер в списке 12                                | не включён в списки              |            |
| Губский, Богдан Владимирович             | 1963         | БЮТ                        | Избирательный округ 196                               | БЮТ                              | 27         |
| Гудыма, Александр Николаевич             | 1950         | УНП                        | Избирательный округ 119                               | Блок Костенко и Плюща            | 11         |
| Гуменюк, Олег Иванович                   | 1970         | Наша Украина               | Избирательный округ 165                               | Блок «Наша Украина»              | 67         |
| Гуреев, Василий Николаевич               | 1952         | ПППУ                       | «За Единую Украину!». Номер в списке 18               | Блок «Наша Украина»              | 36         |
| Гуренко, Станислав Иванович              | 1936         | КПУ                        | КПУ. Номер в списке 7                                 | не включён в списки              |            |
| Гуров, Вадим Николаевич                  | 1937         | Народной Партии            | Избирательный округ 32                                | Народный блок Литвина            | 10         |
| Давыдова, Людмила Ивановна               | 1957         | Народного блока Литвина    | Избирательный округ 181                               | Народный блок Литвина            | 65         |
| Давымука, Степан Антонович               | 1947         | НРУ                        | Блок Виктора Ющенко «Наша Украина». Номер в списке 77 | Блок «Наша Украина»              | 81         |
| Дашутин, Григорий Петрович               | 1963         | СПУ                        | Избирательный округ 163                               | СПУ                              | 41         |
| Демёхин, Владимир Анатолиевич            | 1955         | Регионы Украины            | Избирательный округ 184                               | Партия регионов                  | 121        |
| Деркач, Андрей Леонидович                | 1967         | СПУ                        | «За Единую Украину!». Номер в списке 11               | СПУ                              | 9          |
| Деркач, Леонид Васильевич                | 1939         | Внефракционный             | Избирательный округ 36                                | Блок НДП                         | 13         |
| Джемилев, Мустафа Абдулджемиль           | 1943         | НРУ                        | Блок Виктора Ющенко «Наша Украина». Номер в списке 28 | Блок «Наша Украина»              | 45         |
| Джоджик, Ярослав Иванович                | 1960         | УНП                        | Блок Виктора Ющенко «Наша Украина». Номер в списке 63 | Блок Костенко и Плюща            | 10         |
| Дзонь, Валентин Михайлович               | 1956         | Внефракционный             | «За Единую Украину!». Номер в списке 43               | Блок НДП                         | 7          |
| Диденко, Юрий Владимирович               | 1959         | НРУ                        | Блок Виктора Ющенко «Наша Украина». Номер в списке 92 | Блок «Наша Украина»              | 96         |
| Диминский, Пётр Петрович                 | 1954         | Внефракционный             | Избирательный округ 122                               | Экологического спасения «ЭКО+25» | 9          |
| Добкин, Михаил Маркович                  | 1970         | Регионы Украины            | Избирательный округ 174                               | Партия регионов                  | 76         |
| Довгий, Станислав Алексеевич             | 1954         | ПППУ                       | «За Единую Украину!». Номер в списке 33               | Блок «Наша Украина»              | 28         |
| Довгий, Тарас Алексеевич                 | 1967         | Наша Украина               | Блок Виктора Ющенко «Наша Украина». Номер в списке 36 | Блок «Наша Украина»              | 64         |
| Доманский, Анатолий Иванович             | 1939         | КПУ                        | КПУ. Номер в списке 37                                | КПУ                              | 34         |
| Дорогунцов, Сергей Иванович              | 1929         | КПУ                        | КПУ. Номер в списке 48                                | не включён в списки              |            |
| Драч, Иван Фёдорович                     | 1936         | УНП                        | Блок Виктора Ющенко «Наша Украина». Номер в списке 31 | Блок Костенко и Плюща            | 14         |
| Драчевский, Виктор Васильевич            | 1960         | Народного блока Литвина    | Избирательный округ 35                                | Народный блок Литвина            | 46         |
| Дубицкий, Вячеслав Владимирович          | 1947         | Внефракционный             | Избирательный округ 192                               | не включён в списки              |            |
| Евдокимов, Валерий Александрович         | 1941         | Народной Партии            | Избирательный округ 9                                 | Народный блок Литвина            | 93         |
| Един, Александр Иосифович                | 1960         | БЮТ                        | Избирательный округ 103                               | БЮТ                              | 68         |
| Еремеев, Игорь Миронович                 | 1968         | Народной Партии            | Избирательный округ 23                                | Народный блок Литвина            | 7          |
| Жеваго, Константин Валентинович          | 1974         | Реформы и Порядок          | Избирательный округ 150                               | БЮТ                              | 62         |
| Жижко, Сергей Андреевич                  | 1954         | Наша Украина               | Блок Виктора Ющенко «Наша Украина». Номер в списке 79 | Блок «Наша Украина»              | 141        |
| Жулинский, Николай Григорьевич           | 1940         | ПППУ                       | Блок Виктора Ющенко «Наша Украина». Номер в списке 10 | Блок «Наша Украина»              | 130        |
| Загрева, Борис Ефимович                  | 1963         | УНП                        | Блок Виктора Ющенко «Наша Украина». Номер в списке 37 | Блок Костенко и Плюща            | 9          |
| Задорожный, Александр Викторович         | 1960         | Народного блока Литвина    | Избирательный округ 213                               | не включён в списки              |            |
| Заичко, Виктор Александрович             | 1948         | Народной Партии            | Избирательный округ 225                               | Народный блок Литвина            | 27         |
| Заклунная-Мироненко, Валерия Гаврииловна | 1942         | КПУ                        | КПУ. Номер в списке 5                                 | КПУ                              | 6          |
| Заплатинский, Владимир Михайлович        | 1951         | ПППУ                       | СДПУ(о). Номер в списке 15                            | Блок «Наша Украина»              | 60         |
| Зарубинский, Олег Александрович          | 1963         | Народной Партии            | «За Единую Украину!». Номер в списке 24               | Народный блок Литвина            | 8          |
| Засуха, Татьяна Владимировна             | 1964         | Регионы Украины            | Избирательный округ 94                                | Партия регионов                  | 117        |
| Заяц, Владимир Владимирович              | 1960         | СДПУ(о)                    | СДПУ(о). Номер в списке 22                            | Блок «Не Так!»                   | 24         |
| Заец, Иван Александрович                 | 1952         | УНП                        | Блок Виктора Ющенко «Наша Украина». Номер в списке 8  | Блок Костенко и Плюща            | 4          |
| Звягильский, Ефим Леонидович             | 1933         | Регионы Украины            | Избирательный округ 43                                | Партия регионов                  | 9          |
| Зимин, Олег Петрович                     | 1964         | Наша Украина               | Блок Виктора Ющенко «Наша Украина». Номер в списке 34 | Блок «Наша Украина»              | 117        |
| Зубанов, Владимир Александрович          | 1957         | Регионы Украины            | Избирательный округ 60                                | Партия регионов                  | 138        |
| Зубец, Михаил Васильевич                 | 1938         | БЮТ                        | «За Единую Украину!». Номер в списке 15               | БЮТ                              | 59         |
| Зубов, Валентин Сергеевич                | 1946         | БЮТ                        | Блок Юлии Тимошенко. Номер в списке 15                | БЮТ                              | 19         |
| Иванчо, Иван Васильевич                  | 1946         | Наша Украина               | Блок Виктора Ющенко «Наша Украина». Номер в списке 69 | Блок «Наша Украина»              | 98         |
| Иоффе, Юлий Яковлевич                    | 1940         | СДПУ(о)                    | Избирательный округ 112                               | Блок «Не Так!»                   | 12         |
| Исаев, Леонид Алексеевич                 | 1937         | Регионы Украины            | Избирательный округ 169                               | Партия регионов                  | 131        |
| Каденюк, Леонид Константинович           | 1951         | Народной Партии            | Избирательный округ 205                               | Народный блок Литвина            | 3          |
| Калетник, Григорий Николаевич            | 1949         | Регионы Украины            | Избирательный округ 15                                | Партия регионов                  | 142        |
| Калинчук, Василий Антонович              | 1941         | Народной Партии            | Избирательный округ 144                               | Народный блок Литвина            | 9          |
| Кальниченко, Игорь Викторович            | 1961         | Регионы Украины            | Избирательный округ 16                                | Партия регионов                  | 107        |
| Каратуманов, Олег Юрьевич                | 1962         | Внефракционный             | Избирательный округ 182                               | Народный блок Литвина            | 85         |
| Кармазин, Юрий Анатолиевич               | 1957         | Наша Украина               | Блок Виктора Ющенко «Наша Украина». Номер в списке 17 | Блок Юрия Кармазина              | 1          |
| Карнаух, Николай Васильевич              | 1958         | СПУ                        | Избирательный округ 152                               | СПУ                              | 77         |
| Карпов, Александр Николаевич             | 1949         | Народного блока Литвина    | «За Единую Украину!». Номер в списке 17               | Народный блок Литвина            | 75         |
| Касьянов, Сергей Павлович                | 1966         | Народной Партии            | Избирательный округ 37                                | Народный блок Литвина            | 16         |
| Катеринчук, Николай Дмитриевич           | 1967         | Наша Украина               | Избирательный округ 13                                | Блок «Наша Украина»              | 8          |
| Катушева, Зарема Гафаровна               | 1954         | КПУ                        | КПУ. Номер в списке 59                                | КПУ                              | 65         |
| Кафарский, Владимир Иванович             | 1949         | ПППУ                       | «За Единую Украину!». Номер в списке 34               | Народный блок Литвина            | 81         |
| Келестин, Валерий Васильевич             | 1964         | Наша Украина               | Блок Виктора Ющенко «Наша Украина». Номер в списке 86 | Блок «Наша Украина»              | 50         |
| Кеменяш, Александр Михайлович            | 1965         | БЮТ                        | Избирательный округ 73                                | БЮТ                              | 67         |
| Кендзёр, Ярослав Михайлович              | 1941         | НРУ                        | Блок Виктора Ющенко «Наша Украина». Номер в списке 48 | Блок «Наша Украина»              | 59         |
| Кириллов, Виктор Дмитриевич              | 1967         | Внефракционный             | Избирательный округ 107                               | Экологического спасения «ЭКО+25» | 10         |
| Кирильчук, Евгений Иванович              | 1940         | БЮТ                        | Блок Юлии Тимошенко. Номер в списке 16                | БЮТ                              | 20         |
| Кириченко, Людмила Фёдоровна             | 1949         | Регионы Украины            | Избирательный округ 108                               | Партия регионов                  | 46         |
| Кироянц, Сергей Георгиевич               | 1955         | Внефракционный             | СПУ. Номер в списке 11                                | Экологического спасения «ЭКО+25» | 13         |
| Киселёв, Александр Владимирович          |              | Регионы Украины            | СДПУ(о). Номер в списке 29                            | не включён в списки              |            |
| Киссе, Антон Иванович                    | 1958         | Возрождение                | Избирательный округ 136                               | Возрождение                      | 2          |
| Клименко, Анатолий Владимирович          | 1961         | СПУ                        | Избирательный округ 24                                | СПУ                              | 49         |
| Климов, Леонид Михайлович                | 1953         | Регионы Украины            | Избирательный округ 143                               | Партия регионов                  | 39         |
| Климпуш, Орест Дмитриевич                | 1941         | Возрождение                | Избирательный округ 75                                | Возрождение                      | 7          |
| Клюев, Андрей Петрович                   | 1964         | Регионы Украины            | Избирательный округ 46                                | Партия регионов                  | 14         |
| Ключковский, Юрий Богданович             | 1949         | Наша Украина               | Блок Виктора Ющенко «Наша Украина». Номер в списке 19 | Блок «Наша Украина»              | 16         |
| Кобец, Ольга Семёновна                   | 1948         | НРУ                        | Блок Юлии Тимошенко. Номер в списке 28                | Блок «Наша Украина»              | 108        |
| Коваль, Вячеслав Станиславович           | 1945         | НРУ                        | Блок Виктора Ющенко «Наша Украина». Номер в списке 15 | Блок «Наша Украина»              | 24         |
| Козаченко, Алексей Алексеевич            | 1962         | Наша Украина               | Избирательный округ 134                               | Блок «Наша Украина»              | 85         |
| Козловский, Анатолий Михайлович          | 1942         | Возрождение                | Избирательный округ 133                               | Возрождение                      | 8          |
| Колесник, Николай Дмитриевич             | 1954         | Возрождение                | Избирательный округ 34                                | Возрождение                      | 12         |
| Колониари, Александр Петрович            | 1948         | Народного блока Литвина    | Избирательный округ 56                                | Народный блок Литвина            | 63         |
| Комар, Николай Степанович                | 1945         | Регионы Украины            | Избирательный округ 51                                | Партия регионов                  | 115        |
| Коновалюк, Валерий Ильич                 | 1966         | Возрождение                | Избирательный округ 62                                | Трудовая Украина                 | 1          |
| Константинов, Евгений Семёнович          | 1937         | БЮТ                        | Блок Юлии Тимошенко. Номер в списке 26                | БЮТ                              | 124        |
| Корж, Виталий Терентьевич                | 1938         | БЮТ                        | Блок Юлии Тимошенко. Номер в списке 24                | БЮТ                              | 34         |
| Король, Виктор Николаевич                | 1948         | Наша Украина               | Избирательный округ 202                               | Блок «Наша Украина»              | 54         |
| Корсаков, Алексей Яковлевич              | 1946         | Регионы Украины            | Избирательный округ 50                                | Партия регионов                  | 116        |
| Корчинский, Анатолий Иванович            | 1952         | Наша Украина               | Блок Виктора Ющенко «Наша Украина». Номер в списке 89 | Блок «Наша Украина»              | 197        |
| Косив, Михаил Васильевич                 | 1934         | Реформы и Порядок          | Блок Виктора Ющенко «Наша Украина». Номер в списке 65 | Блок Пора-ПРП                    | 15         |
| Косинов, Станислав Анатолиевич           | 1971         | Народной Партии            | Избирательный округ 170                               | Народный блок Литвина            | 42         |
| Костенко, Юрий Иванович                  | 1951         | УНП                        | Блок Виктора Ющенко «Наша Украина». Номер в списке 4  | Блок Костенко и Плюща            | 1          |
| Костынюк, Богдан Иванович                | 1958         | НРУ                        | Блок Виктора Ющенко «Наша Украина». Номер в списке 54 | Блок «Наша Украина»              | 88         |
| Косьяненко, Александр Владимирович       | 1947         | Внефракционный             | Избирательный округ 29                                | БЮТ                              | 231        |
| Кравченко, Николай Васильевич            | 1945         | КПУ                        | КПУ. Номер в списке 26                                | КПУ                              | 11         |
| Кравчук, Леонид Макарович                | 1934         | СДПУ(о)                    | СДПУ(о). Номер в списке 5                             | Блок «Не Так!»                   | 1          |
| Криворучко, Юрий Зеновьевич              | 1966         | НРУ                        | Блок Виктора Ющенко «Наша Украина». Номер в списке 83 | Блок «Наша Украина»              | 106        |
| Круглов, Николай Петрович                | 1950         | Регионы Украины            | Избирательный округ 130                               | Партия регионов                  | 40         |
| Крук, Юрий Борисович                     | 1941         | БЮТ                        | Избирательный округ 140                               | БЮТ                              | 77         |
| Круц, Николай Фёдорович                  | 1952         | Наша Украина               | Избирательный округ 85                                | Блок «Наша Украина»              | 79         |
| Крючков, Георгий Корнеевич               |              | КПУ                        | КПУ. Номер в списке 14                                | не включён в списки              |            |
| Кузьменко, Пётр Павлович                 | 1954         | БЮТ                        | Избирательный округ 199                               | БЮТ                              | 100        |
| Кузьмук, Александр Иванович              | 1954         | Возрождение                | Избирательный округ 129                               | Возрождение                      | 3          |
| Кукоба, Анатолий Тихонович               | 1948         | Народного блока Литвина    | Избирательный округ 145                               | Партия регионов                  | 98         |
| Кульчинский, Николай Георгиевич          | 1947         | Наша Украина               | Блок Виктора Ющенко «Наша Украина». Номер в списке 73 | Блок «Наша Украина»              | 87         |
| Кухарчук, Николай Андреевич              | 1952         | КПУ                        | КПУ. Номер в списке 53                                | КПУ                              | 55         |
| Ландык, Валентин Иванович                | 1946         | Регионы Украины            | Избирательный округ 44                                | Партия регионов                  | 18         |
| Лапин, Евгений Васильевич                | 1950         | Регионы Украины            | Избирательный округ 158                               | Партия регионов                  | 135        |
| Ларин, Сергей Николаевич                 | 1962         | Регионы Украины            | «За Единую Украину!». Номер в списке 42               | Партия регионов                  | 65         |
| Лебедевский, Валерий Анатолиевич         | 1962         | Наша Украина               | Избирательный округ 221                               | Блок «Наша Украина»              | 103        |
| Левин, Анатолий Иванович                 | 1961         | Народной Партии            | СДПУ(о). Номер в списке 18                            | Народный блок Литвина            | 41         |
| Левцун, Владимир Иванович                | 1952         | БЮТ                        | Блок Юлии Тимошенко. Номер в списке 17                | БЮТ                              | 24         |
| Лелюк, Алексей Владимирович              | 1969         | Регионы Украины            | Избирательный округ 151                               | Партия регионов                  | 91         |
| Лещенко, Владимир Алексеевич             | 1950         | КПУ                        | КПУ. Номер в списке 27                                | КПУ                              | 33         |
| Лещинский, Александр Олегович            | 1964         | Регионы Украины            | Избирательный округ 58                                | Партия регионов                  | 53         |
| Лисин, Николай Павлович                  | 1964         | Регионы Украины            | СДПУ(о). Номер в списке 20                            | Партия регионов                  | 108        |
| Литвин, Вадим Валентинович               | 1963         | Наша Украина               | КПУ. Номер в списке 52                                | Блок «Наша Украина»              | 140        |
| Литвин, Владимир Михайлович              | 1956         | Внефракционный             | «За Единую Украину!». Номер в списке 1                | Народный блок Литвина            | 1          |
| Лобода, Михаил Васильевич                | 1940         | КПУ                        | КПУ. Номер в списке 30                                | КПУ                              | 30         |
| Лукашук, Олег Григорьевич                | 1951         | БЮТ                        | Избирательный округ 188                               | БЮТ                              | 114        |
| Лукьяненко, Левко Григорьевич            | 1927         | БЮТ                        | Блок Юлии Тимошенко. Номер в списке 5                 | БЮТ                              | 6          |
| Ляпина, Ксения Михайловна                | 1964         | Наша Украина               | Блок Виктора Ющенко «Наша Украина». Номер в списке 88 | Блок «Наша Украина»              | 7          |
| Мазуренко, Владимир Иванович             | 1954         | СДПУ(о)                    | Избирательный округ 142                               | Блок «Не Так!»                   | 20         |
| Майко, Виталий Иванович                  | 1936         | ПППУ                       | «За Единую Украину!». Номер в списке 23               | Блок «Наша Украина»              | 20         |
| Майстришин, Владимир Яковлевич           | 1960         | Народной Партии            | Избирательный округ 14                                | Народный блок Литвина            | 49         |
| Макеенко, Владимир Владимирович          | 1965         | Регионы Украины            | Блок Виктора Ющенко «Наша Украина». Номер в списке 21 | Партия регионов                  | 48         |
| Малиновский, Алексей Петрович            | 1956         | СПУ                        | СПУ. Номер в списке 14                                | СПУ                              | 10         |
| Манчуленко, Георгий Манолиевич           | 1963         | УНП                        | Избирательный округ 203                               | Блок Костенко и Плюща            | 18         |
| Маркуш, Мария Андреевна                  | 1955         | КПУ                        | КПУ. Номер в списке 54                                | КПУ                              | 72         |
| Мартыненко, Николай Владимирович         | 1961         | Наша Украина               | Избирательный округ 21                                | Блок «Наша Украина»              | 21         |
| Мартыновский, Валерий Павлович           | 1955         | Народной Партии            | «За Единую Украину!». Номер в списке 26               | Народный блок Литвина            | 28         |
| Мартынюк, Адам Иванович                  | 1950         | Внефракционный             | КПУ. Номер в списке 6                                 | КПУ                              | 2          |
| Марченко, Александр Владимирович         |              | Внефракционный             | Блок Виктора Ющенко «Наша Украина». Номер в списке 97 | не включён в списки              |            |
| Масенко, Александр Николаевич            | 1949         | КПУ                        | КПУ. Номер в списке 31                                | КПУ                              | 31         |
| Матвеев, Валентин Григорьевич            | 1943         | КПУ                        | КПУ. Номер в списке 12                                | КПУ                              | 8          |
| Матвеев, Владимир Иосифович              | 1943         | КПУ                        | КПУ. Номер в списке 17                                | КПУ                              | 27         |
| Матвиенко, Павел Владимирович            | 1973         | ПППУ                       | Избирательный округ 66                                | ПНЭРУ                            | 1          |
| Матвиенков, Сергей Анатолиевич           | 1957         | СПУ                        | Избирательный округ 55                                | СПУ                              | 25         |
| Матвийчук, Эдуард Леонидович             | 1963         | Регионы Украины            | Блок Виктора Ющенко «Наша Украина». Номер в списке 64 | Партия регионов                  | 102        |
| Мельник, Николай Евтихьевич              | 1943         | СПУ                        | СПУ. Номер в списке 8                                 | СПУ                              | 47         |
| Мельников, Николай Петрович              | 1945         | Возрождение                | Избирательный округ 105                               | Возрождение                      | 40         |
| Мельничук, Михаил Васильевич             | 1948         | СПУ                        | СПУ. Номер в списке 22                                | СПУ                              | 38         |
| Мигович, Иван Иванович                   | 1942         | КПУ                        | КПУ. Номер в списке 44                                | КПУ                              | 56         |
| Миримский, Лев Юльевич                   | 1960         | Внефракционный             | Избирательный округ 2                                 | Блок «За Союз»                   | 2          |
| Мироненко, Виктор Андреевич              | 1946         | КПУ                        | Избирательный округ 5                                 | не включён в списки              |            |
| Мисюра, Вадим Ярославович                | 1962         | СДПУ(о)                    | СДПУ(о). Номер в списке 30                            | Блок «Не Так!»                   | 33         |
| Мишура, Валерий Дмитриевич               | 1941         | КПУ                        | КПУ. Номер в списке 22                                | КПУ                              | 63         |
| Мовчан, Владимир Петрович                | 1951         | Возрождение                | Избирательный округ 31                                | Возрождение                      | 15         |
| Мовчан, Павел Михайлович                 | 1939         | УНП                        | Блок Виктора Ющенко «Наша Украина». Номер в списке 58 | Блок Костенко и Плюща            | 16         |
| Мойсик, Владимир Романович               | 1957         | Наша Украина               | Избирательный округ 87                                | Блок «Наша Украина»              | 46         |
| Мокроусов, Анатолий Алексеевич           | 1943         | Внефракционный             | Избирательный округ 215                               | БЮТ                              | 148        |
| Мордовец, Леонид Михайлович              | 1951         | СПУ                        | СПУ. Номер в списке 25                                | СПУ                              | 24         |
| Мороз, Александр Александрович           | 1944         | СПУ                        | СПУ. Номер в списке 1                                 | СПУ                              | 1          |
| Мороз, Анатолий Николаевич               | 1949         | Народного блока Литвина    | Избирательный округ 83                                | Народный блок Литвина            | 68         |
| Мусияка, Виктор Лаврентьевич             | 1946         | Внефракционный             | Блок Виктора Ющенко «Наша Украина». Номер в списке 22 | Вперед, Украина!                 | 1          |
| Мухин, Владимир Васильевич               | 1949         | СПУ                        | СПУ. Номер в списке 23                                | СПУ                              | 48         |
| Мхитарян, Нвер Мнацаканович              | 1960         | Народного блока Литвина    | «За Единую Украину!». Номер в списке 31               | Народный блок Литвина            | 19         |
| Надрага, Василий Иванович                | 1958         | Народной Партии            | Избирательный округ 104                               | Народный блок Литвина            | 30         |
| Наконечный, Владимир Леонтьевич          | 1952         | Регионы Украины            | «За Единую Украину!». Номер в списке 32               | Партия регионов                  | 134        |
| Наливайко, Анатолий Михайлович           | 1956         | КПУ                        | КПУ. Номер в списке 9                                 | КПУ                              | 12         |
| Насалик, Игорь Степанович                | 1962         | Внефракционный             | Избирательный округ 86                                | Экологического спасения «ЭКО+25» | 5          |
| Немировский, Олег Анатолиевич            | 1954         | Народного блока Литвина    | СДПУ(о). Номер в списке 19                            | не включён в списки              |            |
| Нечипорук, Владимир Павлович             | 1949         | ПППУ                       | Избирательный округ 194                               | не включён в списки              |            |
| Новак, Владимир Николаевич               | 1947         | КПУ                        | КПУ. Номер в списке 43                                | КПУ                              | 69         |
| Носенко, Николай Петрович                | 1964         | КПУ                        | КПУ. Номер в списке 46                                | КПУ                              | 66         |
| Нощенко, Николай Петрович                | 1945         | Народного блока Литвина    | Избирательный округ 160                               | Народный блок Литвина            | 39         |
| Одайник, Николай Николаевич              | 1954         | Наша Украина               | Избирательный округ 18                                | Блок «Наша Украина»              | 53         |
| Олексиюк, Сергей Сергеевич               | 1959         | УНП                        | Блок Виктора Ющенко «Наша Украина». Номер в списке 67 | Блок Костенко и Плюща            | 31         |
| Олийнык, Борис Ильич                     | 1935         | Внефракционный             | КПУ. Номер в списке 4                                 | Блок Олийныка и Сироты           | 1          |
| Олуйко, Виталий Николаевич               | 1961         | Народной Партии            | Избирательный округ 189                               | Народный блок Литвина            | 74         |
| Омельченко, Александр Александрович      | 1968         | Наша Украина               | Блок Виктора Ющенко «Наша Украина». Номер в списке 53 | Блок «Наша Украина»              | 61         |
| Омельченко, Григорий Емельянович         | 1951         | БЮТ                        | Блок Юлии Тимошенко. Номер в списке 3                 | БЮТ                              | 7          |
| Онищук, Николай Васильевич               | 1957         | ПППУ                       | «За Единую Украину!». Номер в списке 13               | Блок «Наша Украина»              | 13         |
| Онопенко, Василий Васильевич             | 1949         | БЮТ                        | Блок Юлии Тимошенко. Номер в списке 4                 | БЮТ                              | 4          |
| Оплачко, Владимир Николаевич             | 1947         | КПУ                        | КПУ. Номер в списке 61                                | не включён в списки              |            |
| Оржаховский, Анатолий Владимирович       | 1957         | КПУ                        | КПУ. Номер в списке 60                                | КПУ                              | 67         |
| Оробец, Юрий Николаевич                  | 1955         | Наша Украина               | Избирательный округ 222                               | Блок «Наша Украина»              | 18         |
| Осташ, Игорь Иванович                    | 1959         | Реформы и Порядок          | Избирательный округ 127                               | Блок Пора-ПРП                    | 23         |
| Осыка, Сергей Григорьевич                | 1955         | БЮТ                        | Избирательный округ 96                                | БЮТ                              | 51         |
| Павлычко, Дмитрий Васильевич             | 1929         | УНП                        | Блок Виктора Ющенко «Наша Украина». Номер в списке 99 | Блок Костенко и Плюща            | 23         |
| Пак, Владимир Петрович                   | 1934         | Наша Украина               | Блок Виктора Ющенко «Наша Украина». Номер в списке 75 | Блок «Наша Украина»              | 150        |
| Панасовский, Олег Григорьевич            | 1940         | Регионы Украины            | Избирательный округ 47                                | Партия регионов                  | 120        |
| Парубок, Емельян Никонович               | 1940         | КПУ                        | КПУ. Номер в списке 2                                 | КПУ                              | 5          |
| Пеклушенко, Александр Николаевич         | 1954         | Регионы Украины            | Избирательный округ 84                                | Партия регионов                  | 44         |
| Петренко, Владимир Сергеевич             | 1939         | КПУ                        | КПУ. Номер в списке 41                                | не включён в списки              |            |
| Петров, Виктор Борисович                 | 1947         | КПУ                        | КПУ. Номер в списке 29                                | КПУ                              | 37         |
| Петров, Олег Владимирович                | 1960         | Внефракционный             | Избирательный округ 211                               | Блок НДП                         | 8          |
| Пехота, Владимир Юльевич                 | 1939         | Регионы Украины            | «За Единую Украину!». Номер в списке 39               | Партия регионов                  | 130        |
| Пинчук, Виктор Михайлович                | 1960         | Народного блока Литвина    | Избирательный округ 26                                | не включён в списки              |            |
| Писаренко, Анатолий Григорович           | 1958         | СДПУ(о)                    | Избирательный округ 68                                | Блок «Не Так!»                   | 21         |
| Писарчук, Пётр Иванович                  | 1955         | Регионы Украины            | Избирательный округ 124                               | Партия регионов                  | 132        |
| Плохой, Игорь Иванович                   | 1968         | Регионы Украины            | Избирательный округ 141                               | не включён в списки              |            |
| Плютинский, Владимир Антонович           | 1927         | Народной Партии            | Блок Виктора Ющенко «Наша Украина». Номер в списке 14 | Народный блок Литвина            | 26         |
| Плющ, Иван Степанович                    | 1941         | УНП                        | Избирательный округ 209                               | Блок Костенко и Плюща            | 2          |
| Подобедов, Сергей Николаевич             | 1956         | СДПУ(о)                    | СДПУ(о). Номер в списке 16                            | Блок «Не Так!»                   | 47         |
| Поживанов, Михаил Александрович          | 1960         | НРУ                        | Блок Виктора Ющенко «Наша Украина». Номер в списке 87 | Блок «Наша Украина»              | 74         |
| Полиит, Андрей Анатолиевич               | 1969         | КПУ                        | КПУ. Номер в списке 34                                | не включён в списки              |            |
| Полищук, Кирилл Ананьевич                | 1959         | Внефракционный             | Избирательный округ 98                                | Блок НДП                         | 17         |
| Полякова, Лариса Евгеньевна              | 1964         | Народного блока Литвина    | «За Единую Украину!». Номер в списке 30               | не включён в списки              |            |
| Полянчич, Михаил Михайлович              | 1958         | Наша Украина               | Избирательный округ 168                               | Блок «Наша Украина»              | 42         |
| Пономаренко, Георгий Григорьевич         | 1939         | КПУ                        | КПУ. Номер в списке 24                                | КПУ                              | 18         |
| Поплавский, Михаил Михайлович            | 1949         | Народной Партии            | Избирательный округ 101                               | Третья Сила                      | 2          |
| Поровский, Николай Иванович              | 1956         | Возрождение                | Блок Виктора Ющенко «Наша Украина». Номер в списке 98 | Возрождение                      | 9          |
| Потапов, Василий Иванович                | 1948         | Регионы Украины            | Избирательный округ 178                               | Партия регионов                  | 30         |
| Потебенько, Михаил Алексеевич            | 1937         | Народного блока Литвина    | КПУ. Номер в списке 20                                | не включён в списки              |            |
| Правденко, Сергей Макарович              | 1949         | Народной Партии            | Блок Юлии Тимошенко. Номер в списке 11                | Народный блок Литвина            | 59         |
| Прошкуратова, Тамара Сергеевна           | 1958         | СДПУ(о)                    | СДПУ(о). Номер в списке 2                             | Блок «Не Так!»                   | 32         |
| Пузаков, Владимир Тихонович              | 1949         | КПУ                        | КПУ. Номер в списке 25                                | КПУ                              | 29         |
| Пустовойтенко, Валерий Павлович          | 1947         | Внефракционный             | «За Единую Украину!». Номер в списке 6                | Блок НДП                         | 2          |
| Пхиденко, Станислав Семёнович            | 1941         | КПУ                        | КПУ. Номер в списке 51                                | КПУ                              | 54         |
| Развадовский, Виктор Иосифович           | 1959         | Народной Партии            | Избирательный округ 69                                | Народный блок Литвина            | 35         |
| Райков, Борис Сергеевич                  | 1946         | Народной Партии            | Избирательный округ 200                               | Народный блок Литвина            | 61         |
| Ратушный, Михаил Ярославович             | 1962         | Внефракционный             | Блок Виктора Ющенко «Наша Украина». Номер в списке 78 | не включён в списки              |            |
| Ратушняк, Сергей Николаевич              | 1961         | Народной Партии            | Избирательный округ 70                                | Народный блок Литвина            | 55         |
| Раханский, Анатолий Варфоломеевич        | 1939         | Народного блока Литвина    | Избирательный округ 4                                 | Возрождение                      | 10         |
| Резник, Игорь Иосифович                  | 1945         | ПППУ                       | Избирательный округ 135                               | не включён в списки              |            |
| Ременюк, Алексей Иванович                | 1956         | Внефракционный             | Блок Юлии Тимошенко. Номер в списке 21                | Партия политики Путина           | 1          |
| Ришняк, Иван Николаевич                  | 1946         | Народной Партии            | Избирательный округ 162                               | Народный блок Литвина            | 45         |
| Родионов, Михаил Кузьмич                 | 1937         | КПУ                        | КПУ. Номер в списке 49                                | КПУ                              | 71         |
| Руденко, Геннадий Борисович              | 1972         | Внефракционный             | Избирательный округ 149                               | не включён в списки              |            |
| Рудковский, Дмитрий Александрович        | 1946         | СПУ                        | Избирательный округ 91                                | СПУ                              | 44         |
| Рудьковский, Николай Николаевич          | 1967         | СПУ                        | СПУ. Номер в списке 9                                 | СПУ                              | 14         |
| Ружицкий, Антон Матвей                   | 1952         | Наша Украина               | Блок Виктора Ющенко «Наша Украина». Номер в списке 91 | Блок «Наша Украина»              | 63         |
| Рыбак, Владимир Васильевич               | 1946         | Регионы Украины            | Избирательный округ 45                                | Партия регионов                  | 13         |
| Рымарук, Александр Иванович              | 1956         | Регионы Украины            | Блок Виктора Ющенко «Наша Украина». Номер в списке 66 | Партия регионов                  | 111        |
| Рябика, Владимир Леонидович              | 1962         | Внефракционный             | СДПУ(о). Номер в списке 4                             | Партия политики Путина           | 8          |
| Сабашук, Пётр Павлович                   | 1957         | Реформы и Порядок          | Избирательный округ 76                                | Блок Пора-ПРП                    | 27         |
| Савицкий, Валентин Викторович            | 1949         | Народной Партии            | Избирательный округ 67                                | Народный блок Литвина            | 38         |
| Садовый, Николай Ильич                   | 1947         | СПУ                        | СПУ. Номер в списке 24                                | СПУ                              | 23         |
| Салмин, Олег Владимирович                | 1967         | Народной Партии            | Избирательный округ 148                               | Народный блок Литвина            | 34         |
| Салыгин, Василий Викторович              | 1957         | Регионы Украины            | Избирательный округ 172                               | Партия регионов                  | 151        |
| Самойлик, Екатерина Семёновна            | 1951         | КПУ                        | КПУ. Номер в списке 15                                | КПУ                              | 4          |
| Самоплавский, Валерий Иванович           | 1952         | Народной Партии            | «За Единую Украину!». Номер в списке 25               | Народный блок Литвина            | 32         |
| Самофалов, Геннадий Григорьевич          | 1945         | Регионы Украины            | «За Единую Украину!». Номер в списке 29               | Партия регионов                  | 100        |
| Сандлер, Дмитрий Михайлович              | 1961         | Регионы Украины            | Блок Виктора Ющенко «Наша Украина». Номер в списке 18 | Партия регионов                  | 82         |
| Сас, Сергей Владимирович                 | 1957         | БЮТ                        | Блок Юлии Тимошенко. Номер в списке 18                | БЮТ                              | 17         |
| Сафиуллин, Равиль Сафович                | 1955         | Регионы Украины            | «За Единую Украину!». Номер в списке 22               | Партия регионов                  | 41         |
| Сватков, Леонид Борисович                |              | БЮТ                        | «За Единую Украину!». Номер в списке 36               | не включён в списки              |            |
| Святаш, Дмитрий Владимирович             | 1971         | Регионы Украины            | Избирательный округ 171                               | Партия регионов                  | 63         |
| Семинога, Анатолий Иванович              | 1960         | БЮТ                        | Блок Юлии Тимошенко. Номер в списке 22                | БЮТ                              | 15         |
| Сергиенко, Леонид Григорьевич            | 1955         | СПУ                        | Избирательный округ 27                                | СПУ                              | 40         |
| Сивкович, Владимир Леонидович            | 1960         | Регионы Украины            | Избирательный округ 93                                | Партия регионов                  | 80         |
| Сигал, Евгений Яковлевич                 | 1955         | БЮТ                        | СДПУ(о). Номер в списке 14                            | БЮТ                              | 47         |
| Симоненко, Пётр Николаевич               | 1952         | КПУ                        | КПУ. Номер в списке 1                                 | КПУ                              | 1          |
| Симонов, Владимир Дмитриевич             | 1947         | КПУ                        | КПУ. Номер в списке 56                                | КПУ                              | 59         |
| Синченко, Сергей Григорьевич             | 1946         | БЮТ                        | Избирательный округ 109                               | БЮТ                              | 106        |
| Сиренко, Василий Фёдорович               | 1941         | КПУ                        | КПУ. Номер в списке 18                                | КПУ                              | 22         |
| Сытник, Константин Меркурьевич           | 1926         | НРУ                        | Блок Юлии Тимошенко. Номер в списке 20                | не включён в списки              |            |
| Скудар, Георгий Маркович                 | 1942         | Регионы Украины            | Избирательный округ 52                                | Партия регионов                  | 3          |
| Слабенко, Сергей Иванович                | 1965         | Наша Украина               | Избирательный округ 19                                | Блок «Наша Украина»              | 113        |
| Слаута, Виктор Андреевич                 | 1952         | Регионы Украины            | Избирательный округ 63                                | Партия регионов                  | 86         |
| Слободян, Александр Вячеславович         | 1956         | УНП                        | Блок Виктора Ющенко «Наша Украина». Номер в списке 7  | Блок Костенко и Плюща            | 3          |
| Смияненко, Игорь Николаевич              | 1958         | СПУ                        | Избирательный округ 33                                | СПУ                              | 50         |
| Соболев, Сергей Владиславович            | 1961         | Реформы и Порядок          | Блок Виктора Ющенко «Наша Украина». Номер в списке 16 | Блок Пора-ПРП                    | 7          |
| Сокирко, Николай Васильевич              | 1956         | Наша Украина               | Избирательный округ 17                                | Блок «Наша Украина»              | 75         |
| Соломатин, Юрий Петрович                 | 1937         | КПУ                        | КПУ. Номер в списке 45                                | КПУ                              | 68         |
| Солошенко, Николай Павлович              | 1950         | Возрождение                | Избирательный округ 38                                | Блок «Наша Украина»              | 122        |
| Спивачук, Владимир Леонидович            | 1947         | СПУ                        | СПУ. Номер в списке 21                                | СПУ                              | 82         |
| Сподаренко, Иван Васильевич              | 1931         | СПУ                        | СПУ. Номер в списке 5                                 | СПУ                              | 4          |
| Станецкий, Геннадий Станиславович        | 1960         | Народного блока Литвина    | «За Единую Украину!». Номер в списке 41               | Народный блок Литвина            | 53         |
| Степанов, Михаил Владимирович            | 1952         | СПУ                        | СПУ. Номер в списке 26                                | СПУ                              | 70         |
| Стецькив, Тарас Степанович               | 1964         | Реформы и Порядок          | Избирательный округ 118                               | Блок Пора-ПРП                    | 4          |
| Стоян, Александр Николаевич              | 1943         | Регионы Украины            | Блок Виктора Ющенко «Наша Украина». Номер в списке 2  | Партия регионов                  | 23         |
| Стребко, Станислав Кириллович            | 1937         | Народного блока Литвина    | Избирательный округ 139                               | Народный блок Литвина            | 100        |
| Стретович, Владимир Николаевич           | 1958         | Наша Украина               | Блок Виктора Ющенко «Наша Украина». Номер в списке 32 | Блок «Наша Украина»              | 11         |
| Ступак, Владимир Фёдорович               | 1961         | УНП                        | Блок Виктора Ющенко «Наша Украина». Номер в списке 96 | Блок Костенко и Плюща            | 22         |
| Сулковский, Павел Игнатьевич             | 1953         | Регионы Украины            | Избирательный округ 154                               | Партия регионов                  | 47         |
| Супрун, Людмила Павловна                 | 1965         | Внефракционный             | «За Единую Украину!». Номер в списке 37               | Блок НДП                         | 1          |
| Суркис, Григорий Михайлович              | 1949         | СДПУ(о)                    | СДПУ(о). Номер в списке 11                            | Блок «Не Так!»                   | 6          |
| Сухой, Ярослав Михайлович                | 1951         | Регионы Украины            | Избирательный округ 79                                | Партия регионов                  | 69         |
| Сушкевич, Валерий Михайлович             | 1954         | БЮТ                        | «За Единую Украину!». Номер в списке 38               | БЮТ                              | 39         |
| Сятыня, Михаил Лукович                   | 1957         | Народной Партии            | Избирательный округ 74                                | Народный блок Литвина            | 58         |
| Танюк, Леонид (Олесь) Степанович         | 1938         | НРУ                        | Блок Виктора Ющенко «Наша Украина». Номер в списке 12 | Блок «Наша Украина»              | 14         |
| Таран, Виктор Васильевич                 | 1941         | БЮТ                        | Блок Юлии Тимошенко. Номер в списке 13                | БЮТ                              | 18         |
| Татусяк, Сергей Филиппович               | 1955         | Внефракционный             | «За Единую Украину!». Номер в списке 44               | Блок НДП                         | 9          |
| Терещук, Сергей Николаевич               | 1961         | Народной Партии            | Избирательный округ 195                               | Народный блок Литвина            | 37         |
| Тимошенко, Виктор Анатолиевич            | 1969         | СПУ                        | Избирательный округ 197                               | не включён в списки              |            |
| Ткаленко, Александр Сергеевич            | 1959         | НРУ                        | Блок Виктора Ющенко «Наша Украина». Номер в списке 85 | Блок «Наша Украина»              | 111        |
| Ткаченко, Александр Николаевич           | 1939         | КПУ                        | КПУ. Номер в списке 8                                 | КПУ                              | 9          |
| Толочко, Пётр Петрович                   | 1938         | Народной Партии            | Блок Юлии Тимошенко. Номер в списке 9                 | Народный блок Литвина            | 48         |
| Томич, Иван Фёдорович                    | 1958         | УНП                        | Блок Виктора Ющенко «Наша Украина». Номер в списке 71 | не включён в списки              |            |
| Трофименко, Вадим Всеволодович           | 1961         | Реформы и Порядок          | Блок Виктора Ющенко «Наша Украина». Номер в списке 42 | Блок Пора-ПРП                    | 25         |
| Турманов, Виктор Иванович                | 1945         | Регионы Украины            | Избирательный округ 59                                | Партия регионов                  | 25         |
| Тягнибок, Олег Ярославович               | 1968         | Внефракционный             | Избирательный округ 120                               | Свобода                          | 1          |
| Удовенко, Геннадий Иосифович             | 1931         | НРУ                        | Блок Виктора Ющенко «Наша Украина». Номер в списке 3  | Блок «Наша Украина»              | 31         |
| Ульянченко, Вера Ивановна                | 1958         | Наша Украина               | Блок Виктора Ющенко «Наша Украина». Номер в списке 80 | Блок «Наша Украина»              | 119        |
| Усаченко, Лариса Михайловна              | 1971         | Наша Украина               | Блок Виктора Ющенко «Наша Украина». Номер в списке 90 | Блок «Наша Украина»              | 155        |
| Устенко, Александр Андреевич             | 1930         | Наша Украина               | Избирательный округ 164                               | Блок «Наша Украина»              | 133        |
| Федорчук, Ярослав Петрович               | 1936         | БЮТ                        | Блок Юлии Тимошенко. Номер в списке 27                | БЮТ                              | 12         |
| Фельдман, Александр Борисович            | 1960         | БЮТ                        | Избирательный округ 175                               | БЮТ                              | 43         |
| Фиалковский, Владимир Александрович      | 1965         | Наша Украина               | Избирательный округ 185                               | Блок «Наша Украина»              | 89         |
| Фикс, Ефим Зисьевич                      | 1946         | СДПУ(о)                    | СДПУ(о). Номер в списке 27                            | Блок «Не Так!»                   | 27         |
| Филенко, Владимир Филиппович             | 1955         | Реформы и Порядок          | Блок Виктора Ющенко «Наша Украина». Номер в списке 27 | Блок Пора-ПРП                    | 11         |
| Филиндаш, Евгений Васильевич             | 1977         | СПУ                        | СПУ. Номер в списке 27                                | СПУ                              | 29         |
| Фоменко, Екатерина Александровна         | 1962         | Народной Партии            | Избирательный округ 114                               | Народный блок Литвина            | 6          |
| Франчук, Анатолий Романович              | 1935         | Возрождение                | Избирательный округ 7                                 | Возрождение                      | 11         |
| Франчук, Игорь Анатольевич               | 1968         | Возрождение                | Избирательный округ 10                                | Возрождение                      | 5          |
| Хара, Василий Георгиевич                 | 1947         | Регионы Украины            | КПУ. Номер в списке 16                                | Партия регионов                  | 24         |
| Хмара, Степан Ильич                      | 1937         | УНП                        | Блок Юлии Тимошенко. Номер в списке 10                | Блок Костенко и Плюща            | 13         |
| Хмельницкий, Василий Иванович            | 1966         | БЮТ                        | Избирательный округ 82                                | БЮТ                              | 60         |
| Хомутынник, Виталий Юрьевич              | 1976         | Регионы Украины            | Избирательный округ 53                                | Партия регионов                  | 15         |
| Царёв, Олег Анатолиевич                  | 1970         | Регионы Украины            | Избирательный округ 40                                | Партия регионов                  | 35         |
| Царенко, Александр Михайлович            | 1950         | СДПУ(о)                    | Избирательный округ 159                               | Блок «Не Так!»                   | 39         |
| Цехмистренко, Виталий Григорьевич        | 1965         | Наша Украина               | Избирательный округ 155                               | Блок «Наша Украина»              | 92         |
| Цкитишвили, Энвер Омарович               | 1961         | Внефракционный             | Избирательный округ 106                               | Экологического спасения «ЭКО+25» | 12         |
| Цыбенко, Пётр Степанович                 | 1949         | КПУ                        | КПУ. Номер в списке 13                                | КПУ                              | 10         |
| Цыбулько, Владимир Николаевич            | 1964         | Внефракционный             | Блок Виктора Ющенко «Наша Украина». Номер в списке 94 | не включён в списки              |            |
| Чеботарёва, Юлия Сергеевна               | 1965         | Народного блока Литвина    | «За Единую Украину!». Номер в списке 40               | Народный блок Литвина            | 23         |
| Челноков, Сергей Дмитриевич              | 1955         | КПУ                        | КПУ. Номер в списке 42                                | КПУ                              | 43         |
| Челомбитко, Игорь Васильевич             | 1962         | Реформы и Порядок          | Избирательный округ 198                               | Блок Пора-ПРП                    | 29         |
| Черновецкий, Леонид Михайлович           | 1951         | Наша Украина               | Избирательный округ 212                               | Блок «Наша Украина»              | 29         |
| Черновол, Тарас Вячеславович             | 1964         | Регионы Украины            | Избирательный округ 116                               | Партия регионов                  | 4          |
| Черноволенко, Александр Виленович        | 1955         | НРУ                        | Блок Виктора Ющенко «Наша Украина». Номер в списке 35 | Блок «Наша Украина»              | 51         |
| Черняк, Владимир Кириллович              | 1941         | Реформы и Порядок          | Блок Виктора Ющенко «Наша Украина». Номер в списке 47 | Блок Пора-ПРП                    | 45         |
| Чечель, Николай Иосифович                | 1946         | Наша Украина               | Блок Виктора Ющенко «Наша Украина». Номер в списке 72 | Блок «Наша Украина»              | 134        |
| Чикал, Адам Васильевич                   | 1947         | Народного блока Литвина    | Избирательный округ 191                               | Народный блок Литвина            | 103        |
| Чичканов, Сергей Владленович             | 1952         | КПУ                        | КПУ. Номер в списке 28                                | КПУ                              | 60         |
| Чичков, Валерий Михайлович               | 1949         | БЮТ                        | Блок Юлии Тимошенко. Номер в списке 23                | БЮТ                              | 23         |
| Чубаров, Рефат Абдурахманович            | 1957         | НРУ                        | Блок Виктора Ющенко «Наша Украина». Номер в списке 61 | Блок «Наша Украина»              | 72         |
| Шаров, Игорь Фёдорович                   | 1961         | Народного блока Литвина    | «За Единую Украину!». Номер в списке 20               | Народный блок Литвина            | 21         |
| Шведенко, Николай Николаевич             | 1955         | Внефракционный             | Избирательный округ 138                               | Блок НДП                         | 10         |
| Шевченко, Александр Александрович        | 1961         | Народной Партии            | Избирательный округ 39                                | Народный блок Литвина            | 44         |
| Шевчук, Сергей Владимирович              | 1955         | БЮТ                        | «За Единую Украину!». Номер в списке 27               | БЮТ                              | 21         |
| Шепетин, Владимир Леонидович             | 1948         | СДПУ(о)                    | СДПУ(о). Номер в списке 9                             | Блок «Не Так!»                   | 15         |
| Шершун, Николай Харитонович              | 1951         | Народной Партии            | Избирательный округ 157                               | Народный блок Литвина            | 15         |
| Шибко, Виталий Яковлевич                 | 1948         | СПУ                        | СПУ. Номер в списке 7                                 | СПУ                              | 28         |
| Ширко, Юрий Владимирович                 | 1958         | УНП                        | Избирательный округ 153                               | Блок Костенко и Плюща            | 17         |
| Шкиль, Андрей Васильевич                 | 1963         | БЮТ                        | Избирательный округ 121                               | БЮТ                              | 13         |
| Шкиря, Игорь Николаевич                  | 1965         | Регионы Украины            | Избирательный округ 57                                | Партия регионов                  | 38         |
| Шкляр, Владимир Борисович                | 1960         | Наша Украина               | Избирательный округ 8                                 | Блок «Наша Украина»              | 84         |
| Шпак, Василий Фёдорович                  | 1946         | Народной Партии            | Избирательный округ 190                               | Народный блок Литвина            | 14         |
| Шпиг, Фёдор Иванович                     | 1956         | Наша Украина               | Избирательный округ 210                               | Блок «Наша Украина»              | 34         |
| Шульга, Николай Александрович            | 1943         | КПУ                        | КПУ. Номер в списке 38                                | КПУ                              | 62         |
| Шурма, Игорь Михайлович                  | 1958         | СДПУ(о)                    | СДПУ(о). Номер в списке 24                            | Блок «Не Так!»                   | 22         |
| Шуфрич, Нестор Иванович                  | 1966         | СДПУ(о)                    | Избирательный округ 201                               | Блок «Не Так!»                   | 4          |
| Юхновский, Игорь Рафаилович              | 1925         | ПППУ                       | Блок Виктора Ющенко «Наша Украина». Номер в списке 68 | не включён в списки              |            |
| Юхновский, Олег Иванович                 | 1962         | Народной Партии            | Блок Юлии Тимошенко. Номер в списке 19                | Народный блок Литвина            | 47         |
| Ющенко, Пётр Андреевич                   | 1946         | Наша Украина               | Блок Виктора Ющенко «Наша Украина». Номер в списке 45 | Блок «Наша Украина»              | 40         |
| Яворивский, Владимир Александрович       | 1942         | БЮТ                        | Избирательный округ 123                               | БЮТ                              | 22         |
| Янковский, Николай Андреевич             | 1944         | Регионы Украины            | Избирательный округ 48                                | Партия регионов                  | 17         |
| Ярославский, Александр Владленович       | 1959         | Народной Партии            | Избирательный округ 206                               | не включён в списки              |            |
| Ярославский, Алексей Владленович         | 1965         | Народной Партии            | Блок Виктора Ющенко «Наша Украина». Номер в списке 23 | не включён в списки              |            |